# National Statuary Hall Collection

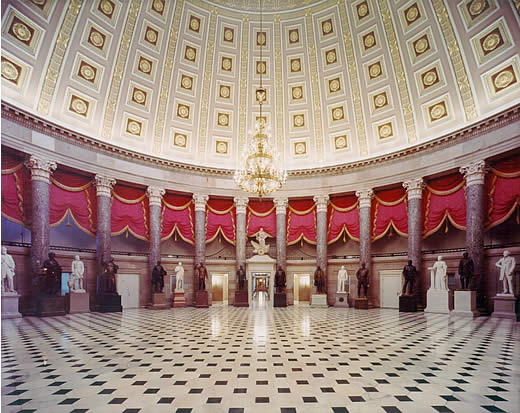
Partie de la collection de la National Statuary Hall.

Le National Statuary Hall Collection des États-Unis d'Amérique est une collection de statues données individuellement par chacun des 50 États dans le but d'honorer deux de leurs plus honorables citoyens. Initialement située dans le Old Hall de la Chambre des représentants, une partie de la collection fut étendue autour du Capitole des États-Unis.
Avec l'ajout de la seconde statue du Nouveau-Mexique en 2005, la collection est désormais complète avec ses 100 statues.

## Remplacement de statues
En 2000, le Congrès a voté la possibilité pour les États de remplacer leurs statues. Depuis, plusieurs États ont eu recours à cette possibilité, pour un total de quinze statues. Il s'agit notamment de l'Alabama, l'Arkansas, la Californie et le Kansas.

## Collection
| État             | Honoré(e)                     | Image | Type   | Sculpteur                                          | Date | Emplacement                         |
| ---------------- | ----------------------------- | ----- | ------ | -------------------------------------------------- | ---- | ----------------------------------- |
| Alabama          | Helen Keller                  |       | Bronze | Edward Hlavka                                      | 2009 | Capitol Visitor Center              |
| Alabama          | Joseph Wheeler                |       | Bronze | Berthold Nebel                                     | 1925 | National Statuary Hall              |
| Alaska           | Edward Lewis Bartlett         |       | Bronze | Felix de Weldon                                    | 1971 | Corridor, 2e étage                  |
| Alaska           | Ernest Gruening               |       | Bronze | George Anthonisen                                  | 1977 | Capitol Visitor Center              |
| Arizona          | Barry Goldwater               |       | Bronze | Deborah Copenhaver Fellows                         | 2015 | National Statuary Hall              |
| Arizona          | Eusebio F. Kino               |       | Bronze | Suzanne Silvercruys                                | 1965 | Capitol Visitor Center              |
| Arkansas         | Johnny Cash                   |       | Bronze | Kevin Kresse                                       | 2024 | Capitol Visitor Center              |
| Arkansas         | Daisy Gatson Bates            |       | Bronze | Benjamin Victor                                    | 2024 | National Statuary Hall              |
| Californie       | Ronald Reagan                 |       | Bronze | Chas Fagan                                         | 2009 | Rotonde                             |
| Californie       | Junipero Serra                |       | Bronze | Ettore Cadorin                                     | 1931 | National Statuary Hall              |
| Caroline du Nord | Zebulon Baird Vance           |       | Bronze | Gutzon Borglum                                     | 1916 | National Statuary Hall              |
| Caroline du Nord | Billy Graham                  |       | Bronze | Chas Fagan                                         | 2024 | Crypte                              |
| Caroline du Sud  | John C. Calhoun               |       | Marbre | Frederick Ruckstull                                | 1910 | Crypte                              |
| Caroline du Sud  | Wade Hampton III              |       | Marbre | Frederick Ruckstull                                | 1929 | Capitol Visitor Center              |
| Colorado         | Florence Rena Sabin           |       | Bronze | Joy Buba                                           | 1959 | National Statuary Hall              |
| Colorado         | Jack Swigert                  |       | Bronze | George et Mark Lundeen                             | 1997 | Capitol Visitor Center              |
| Connecticut      | Roger Sherman                 |       | Marbre | Chauncey Ives                                      | 1872 | Crypte                              |
| Connecticut      | Jonathan Trumbull             |       | Marbre | Chauncey Ives                                      | 1872 | Corridor, 2e étage                  |
| Dakota du Nord   | John Burke                    |       | Bronze | Avard Fairbanks                                    | 1963 | National Statuary Hall              |
| Dakota du Nord   | Sakakawea                     |       | Bronze | Arizona Bronze Atelier (Leonard Crunelle, 1909)    | 2003 | Capitol Visitor Center              |
| Dakota du Sud    | William Henry Harrison Beadle |       | Bronze | H. Daniel Webster                                  | 1938 | National Statuary Hall              |
| Dakota du Sud    | Joseph Ward                   |       | Marbre | Bruno Beghé                                        | 1963 | Capitol Visitor Center              |
| DE               | John M. Clayton               |       | Marbre | Bryant Baker                                       | 1934 | Capitol Visitor Center              |
| DE               | Caesar Rodney                 |       | Marbre | Bryant Baker                                       | 1934 | Crypte                              |
| FL               | John Gorrie                   |       | Marbre | C. Adrian Pillars                                  | 1914 | National Statuary Hall              |
| FL               | Edmund Kirby Smith            |       | Bronze | C. Adrian Pillars                                  | 1922 | Capitol Visitor Center              |
| GA               | Crawford Long                 |       | Marbre | J. Massey Rhind                                    | 1926 | Crypte                              |
| GA               | Alexander Stephens            |       | Marbre | Gutzon Borglum                                     | 1927 | National Statuary Hall              |
| HI               | Père Damien                   |       | Bronze | Marisol Escobar                                    | 1969 | Hall of Columns                     |
| HI               | Kamehameha I                  |       | Bronze | Thomas R. Gould                                    | 1969 | Capitol Visitor Center              |
| ID               | George L. Shoup               |       | Marbre | Frederick E. Triebel                               | 1910 | National Statuary Hall              |
| ID               | William Edgar Borah           |       | Bronze | Bryant Baker                                       | 1947 | Capitol Visitor Center              |
| IL               | James Shields                 |       | Bronze | Leonard W. Volk                                    | 1893 | Hall of Columns                     |
| IL               | Frances Willard               |       | Marbre | Helen F. Mears                                     | 1905 | National Statuary Hall              |
| IN               | Oliver Hazard Morton          |       | Marbre | Charles Niehaus                                    | 1900 | Aile du Sénat, 1er étage            |
| IN               | Lewis Wallace                 |       | Marbre | Andrew O'Connor                                    | 1910 | National Statuary Hall              |
| IA               | James Harlan                  |       | Bronze | Nellie Walker                                      | 1910 | Hall of Columns                     |
| IA               | Samuel Jordan Kirkwood        |       | Bronze | Vinnie Ream                                        | 1913 | National Statuary Hall              |
| KS               | John James Ingalls            |       | Marbre | Charles Niehaus                                    | 1905 | National Statuary Hall              |
| KS               | George W. Glirk               |       | Marbre | Charles Niehaus                                    | 1914 | Déménagée à Topeka                  |
| KS               | Dwight D. Eisenhower          |       | Bronze | Jim Brothers                                       | 2003 | Rontonde                            |
| KY               | Henry Clay                    |       | Bronze | Charles Niehaus                                    | 1929 | National Statuary Hall              |
| KY               | Ephraim McDowell              |       | Bronze | Charles Niehaus                                    | 1929 | Capitol Visitor Center              |
| LA               | Huey Pierce Long              |       | Bronze | Charles Keck                                       | 1941 | National Statuary Hall              |
| LA               | Edward Douglass White         |       | Bronze | Arthur C. Morgan                                   | 1955 | Capitol Visitor Center              |
| ME               | William King                  |       | Marbre | Franklin Simmons                                   | 1878 | Corridor, 2e étage                  |
| ME               | Hannibal Hamlin               |       | Bronze | Charles E. Tefft                                   | 1935 | National Statuary Hall              |
| MD               | Charles Carroll               |       | Bronze | Richard E. Brooks                                  | 1903 | Crypte                              |
| MD               | John Hanson                   |       | Bronze | Richard E. Brooks                                  | 1903 | Corridor du Sénat, 2e étage         |
| MA               | Samuel Adams                  |       | Marbre | Anne Whitney                                       | 1876 | Crypte                              |
| MA               | John Winthrop                 |       | Marbre | Richard S. Greenough                               | 1876 | Hall of Columns                     |
| MI               | Lewis Cass                    |       | Marbre | Daniel Chester French                              | 1889 | National Statuary Hall              |
| MI               | Zachariah Chandler*           |       | Marbre | Charles H. Niehaus                                 | 1913 | Hall of Columns                     |
| MN               | Henry Mower Rice              |       | Marbre | Frederick E. Triebel                               | 1916 | National Statuary Hall              |
| MN               | Maria L. Sanford              |       | Bronze | Evelyn Raymond                                     | 1958 | Capitol Visitor Center              |
| MS               | Jefferson Davis               |       | Bronze | Augustus Lukeman                                   | 1931 | National Statuary Hall              |
| MS               | James Zachariah George        |       | Bronze | Augustus Lukeman                                   | 1931 | Capitol Visitor Center              |
| MO               | Thomas Hart Benton            |       | Marbre | Alexander Doyle                                    | 1899 | National Statuary Hall              |
| MO               | Francis Preston Blair, Jr.    |       | Marbre | Alexander Doyle                                    | 1899 | Hall of Columns                     |
| MT               | Charles Marion Russell        |       | Bronze | John B. Weaver                                     | 1959 | National Statuary Hall              |
| MT               | Jeannette Rankin              |       | Bronze | Terry Minmaugh                                     | 1985 | Capitol Visitor Center              |
| NE               | William Jennings Bryan        |       | Bronze | Rudulph Evans                                      | 1937 | National Statuary Hall              |
| NE               | Julius Sterling Morton        |       | Bronze | Rudulph Evans                                      | 1937 | Capitol Visitor Center              |
| NV               | Patrick Anthony McCarran      |       | Bronze | Yolande Jacobson                                   | 1960 | National Statuary Hall              |
| NV               | Sarah Winnemucca              |       | Bronze | Benjamin Victor                                    | 2005 | Capitol Visitor Center              |
| NH               | John Stark                    |       | Marbre | Carl Conrads                                       | 1894 | Crypte                              |
| NH               | Daniel Webster                |       | Marbre | Carl Conrads (après Thomas Ball)                   | 1894 | National Statuary Hall              |
| NJ               | Philip Kearny                 |       | Bronze | Henry Kirke Brown                                  | 1888 | Crypte                              |
| NJ               | Richard Stockton              |       | Marbre | Henry Kirke Brown (complétée par H. K. Bush-Brown) | 1888 | Vestibule nord du Sénat, 1er étage  |
| NY               | George Clinton                |       | Bronze | Henry Kirke Brown                                  | 1873 | Rontonde de la Small House          |
| NY               | Robert R. Livingston          |       | Bronze | Erastus Dow Palmer                                 | 1875 | Crypte                              |
| NM               | Dennis Chavez                 |       | Bronze | Felix W. de Weldon                                 | 1966 | Vestibule nord de la Rontonde       |
| NM               | Po'pay                        |       | Marbre | Cliff Fragua                                       | 2005 | Capitol Visitor Center              |
| OH               | James A. Garfield             |       | Marbre | Charles Niehaus                                    | 1886 | Rontonde                            |
| OH               | William Allen                 |       | Marbre | Charles Niehaus                                    | 1887 | National Statuary Hall              |
| OK               | Sequoyah                      |       | Bronze | Vinnie Ream (complété par G. Julian Zolnay)        | 1917 | National Statuary Hall              |
| OK               | Will Rogers                   |       | Bronze | Jo Davidson                                        | 1939 | Corridor, 2e étage                  |
| OR               | Jason Lee                     |       | Bronze | Gifford MacG. Proctor                              | 1953 | National Statuary Hall              |
| OR               | John McLoughlin               |       | Bronze | Gifford MacG. Proctor                              | 1953 | Capitol Visitor Center              |
| PA               | Robert Fulton                 |       | Marbre | Howard Roberts                                     | 1889 | National Statuary Hall              |
| PA               | John Peter Muhlenberg         |       | Marbre | Blanche Nevin                                      | 1889 | Crypte                              |
| RI               | Nathanael Greene              |       | Marbre | Henry Kirke Brown                                  | 1870 | Crypte                              |
| RI               | Roger Williams                |       | Marbre | Franklin Simmons                                   | 1872 | Corridor du Sénat, 2e étage         |
| TN               | Andrew Jackson                |       | Bronze | Belle Kinney Scholz et Leopold F. Scholz           | 1928 | Rontonde                            |
| TN               | John Sevier                   |       | Bronze | Belle Kinney Scholz et Leopold F. Scholz           | 1931 | National Statuary Hall              |
| TX               | Stephen F. Austin             |       | Marbre | Elisabet Ney                                       | 1905 | Rontonde de la Small House          |
| TX               | Sam Houston                   |       | Marbre | Elisabet Ney                                       | 1905 | National Statuary Hall              |
| UT               | Brigham Young                 |       | Marbre | Mahonri Young                                      | 1950 | National Statuary Hall              |
| UT               | Philo T. Farnsworth           |       | Bronze | James R. Avati                                     | 1990 | Capitol Visitor Center              |
| VT               | Ethan Allen                   |       | Marbre | Larkin G. Mead                                     | 1876 | National Statuary Hall              |
| VT               | Jacob Collamer                |       | Marbre | Preston Powers                                     | 1881 | Hall of Columns                     |
| VA               | Robert E. Lee                 |       | Bronze | Edward V. Valentine                                | 1934 | Crypte                              |
| VA               | George Washington             |       | Bronze | Jean Antoine Houdon                                | 1934 | Rontonde                            |
| WV               | John E. Kenna                 |       | Marbre | Alexander Doyle                                    | 1901 | Hall of Columns                     |
| WV               | Francis Harrison Pierpont     |       | Marbre | Franklin Simmons                                   | 1910 | National Statuary Hall              |
| WA               | Marcus Whitman                |       | Bronze | Avard Fairbanks                                    | 1953 | National Statuary Hall              |
| WA               | Mère Joseph Pariseau          |       | Bronze | Felix W. de Weldon                                 | 1980 | Capitol Visitor Center              |
| WI               | Jacques Marquette             |       | Marbre | Gaetano Trentanove                                 | 1896 | Corridor, 2e étage                  |
| WI               | Robert M. La Follette         |       | Marbre | Jo Davidson                                        | 1929 | National Statuary Hall              |
| WY               | Esther Hobart Morris          |       | Bronze | Avard Fairbanks                                    | 1960 | Vestibule du National Statuary Hall |
| WY               | Washakie                      |       | Bronze | Dave McGary                                        | 2000 | Capitol Visitor Center              |

Note : 
- Le 31 août 2006, la Législation californienne approuva une résolution permettant de remplacer la statue de Thomas Starr King par celle de Ronald Reagan, qui fut dévoilée le 3 juin 2009.
- En 2007, la Législation du Michigan approuva une résolution permettant de remplacer la statue de Zachariah Chandler par celle de Gerald Ford. La statue de Chandler demeure dans le Capitole jusqu'à son remplacement.
- En 2009, l'Alabama installe une statue de l'auteure Helen Keller à la place d'un officier confédéré[1].
- En mars 2018, la Floride entérine la décision de faire entrer  Mary McLeod Bethune, dans la salle des statues du congrès à Washington. La statue est réalisée par Nilda Comas. Il s'agira de la première femme afro-américaine à entrer au Capitole. Cette statue va remplacer Edmund Kirby Smith, général confédéré[1].
- Le Nebraska a voté l'installation de l'écrivaine Willa Cather et du chef indien Standing Bear[1].